# Maisons-en-Champagne
Maisons-en-Champagne ist eine französische Gemeinde mit 551 Einwohnern (Stand 1. Januar 2022) im Département Marne in der Region Grand Est. Sie gehört zum Kanton Vitry-le-François-Champagne et Der.

## Geographie
Durch den westlich von Vitry-le-François liegenden Ort führt die Départementsstraße D501. Südlich der Ortslage verläuft die N4. Östlich des Orts liegt der Wald La Garenne.

## Geschichte
Die Einwohnerzahl der Gemeinde stieg von 305 Einwohnern im Jahr 1962 auf 490 im Jahr 2009. Im Ort befindet sich die Kirche Saint-Pierre.
Der französische Schriftsteller Émile Clermont (1880–1916) verstarb im Ersten Weltkrieg als Leutnant der französischen Armee 1916 in Maisons-en-Champagne.

## Bevölkerungsentwicklung
| Jahr      | 1962 | 1968 | 1975 | 1982 | 1990 | 1999 | 2009 | 2018 |
| Einwohner | 305  | 327  | 336  | 388  | 436  | 414  | 490  | 535  |